# ミッシェル・クラン
ミッシェル・クラン（Michel Klein 、1957年 - ）は、フランスのファッションデザイナー。
彼の名を冠したファッションブランドのMICHEL KLEINは主にキャリアOLを中心にターゲットを定め、その色使いはリッチ感が漂い、着回しができるシンプルなシルエットを追求している。また、OL用のブランドだけではなく、メンズ用の「ミッシェルクランオム」やベビー・子供用の「avvブゥドゥシュ」などのブランドも手がけている。
このブランドは日本では「CanCam」、「JJ」、「with」等の雑誌に掲載されたり、各地に店舗を展開するなど、その人気の高さは確かなものとなっている。

## 経歴
- 1957年　パリのモンパルナスに生まれる。
- 1972年　パリ美術学校を中退後、15歳にしてイヴ・サンローランの仕事に関わる。
- 1975年　アンドレ・プットマンとコロンボ・ブリングルとの共同で「トワル」という名のオーダーメイドのブティックをオープン。
- 1980年　自身の名を冠したミッシェル・クランを自費で設立
- 1981年　自身初のブティックをパリのゲルネル通りに開く。
- 1983年　MICHIEL KLEINブランドを共同経営で立ち上げる。
- 1986年　共同経営を解消し、ミッシェルクラン有限会社創設。
- 1987年　プレーオークレーク通りにレディースブティックをオープン。
- 1989年　アジアのビジネスパートナーとしてイトキン社とのコラボレーションをスタート。同年、日本デビューを果たし、90年春夏コレクションを開催する。
- 2004年　20代のキャリアOLをターゲットにした新ブランド「ミッシェル クラン ノアール：MICHEL KLEIN Noire」を発売。